# Chivor
Chivor è un comune della Colombia facente parte del dipartimento di Boyacá.
Il centro abitato venne fondato da Juan de San Martin nel 1537, mentre l'istituzione del comune è del 16 dicembre 1990.